# Шимкевич, Андрей Михайлович
Андре́й Миха́йлович Шимке́вич (фр. André Schimkéwitsch; 1913—1999) — гражданин Франции, заключённый в советские лагеря с 1931 по 1957 год, свидетель пребывания Рауля Валленберга на Лубянке в 1947 году.

## Биография
Андрей Шимкевич родился в 1913 году в Парижe
. Отец — Михаил Владимирович Шимкевич (1885—1937(?)) был офицером русской армии, писателем и драматургом, сыном от первого брака зоолога Владимира Михайловича Шимкевича (1858—1923 гг.). За участие в революционной деятельности Михаил Владимирович отбывал тюремное заключение и ссылку, затем бежал за границу и оказался во Франции, где женился на поэтессе и художнице Бертой Китроссер, у них родился сын Андрей. В 1915 году мать Андрея познакомилась Жаком Липшицем и вскоре ушла к нему вместе с ребёнком. Шимкевич уехал в Советскую Россию в 1917 году.
В 1929 году Андрей решил увидеться со своим биологическим отцом и 5 ноября 1929 года покинул Париж в личном вагоне А. В. Луначарского. Отец хотел, чтобы Андрей остался жить с ним. Он определил его в советскую школу и всячески препятствовал его возвращению во Францию. Отношения в семье не складывались, и Андрей украл у отца револьвер и карты и сбежал из дома к турецкой границе. Там после перестрелки был схвачен и арестован. Его направили в детскую образцовую колонию в Болшево, где он находился до 1934 года.
12 января 1931 года Андрея Шимкевича арестовали и били во время допросов. Андрей был обвинён в шпионаже и осуждён по статье 58-6. Отец Андрея Владимир был арестован и расстрелян в 1937 году (точная дата неизвестна). В 1947 г. Шимкевича перевезли в Москвы, на Лубянку для пересмотра дела, где он встретил шведского дипломата Рауля Валленберга.
С 1931 по 1957 г. Шимкевич совершил восемь попыток к бегству. Его дело пересматривали четырнадцать раз. В сумме он отсидел 25 лет, освобождён в 1956 или 1957 году. Шимкевич уехал к матери во Францию в 1958 году. По дороге в Париж Шимкевич заехал в Стокгольм, чтобы встретися с родными Рауля Валленберга.
В 1981 году Шимкевич участвовал в трибунале по делу Р. Валленберга по приглашению шведской королевской семьи. На тот момент Шимкевич был единственным из живых свидетелей пребывания шведского дипломата в советской тюрьме после 1945 года. Андрею предлагали советский паспорт и гражданство, но он отказался. Около года он проработал в издательстве «Прогресс» редактором и переводчиком.
Андрей Шимкевич умер в 1999 году, в Русском доме в Сент-Женевьев-де-Буа.

## Комментарии
1. ↑  В соответствии с директивой КГБ № 108сс от 1955 г., родственникам казнённых в ходе массовых репрессий 1937—1939 гг. сообщали вымышленные причины и даты смерти. В отношении советских граждан с 1963 г. стали сообщать действительные даты смерти, но только в тех случаях, если ранее не называли придуманных дат